# عمادالدین طبری
عمادالدین طبری با نام کامل عماد الدین ابو جعفر محمد بن ابی القاسم علی بن محمد بن علی بن رستم بن یزدبان طبری آملی کجی یا معروف به عماد الدین طبرسی، از علما و محدثین قرن ششم هجری است. سال دقیق تولد، هم چنین سال وفاتش بر ما معلوم نیست، اما با توجه به تاریخ احادیث کتاب بشارة المصطفی، چنین می‌نماید که قریب به نیم قرن (سال ۵۰۸–۵۵۳) فعالیت علمی داشته‌است. در سال ۵۵۳ هجری قمری محمد بن جعفر مشهدی در کتاب مزار از وی روایتی نقل می‌کند که نشان می‌دهد ایشان در آن تاریخ زنده بوده‌است. پدرش ابی القاسم علی بن محمد، از علمای روزگار خویش بوده و کتابی داشته‌است که فرزند، از آن نقل کرده‌است. در تاریخ طبرستان به نوه دختری عمادالدین اشاره کرده که از جوانان نیکو و متبحر در علوم است. او حاصل ازدواج فرزند امیر ورام بن ابی فراس با دختر عمادالدین است.

## در نگاه بزرگان
- شیخ منتجب الدین در «فهرست» او را فقیه ثقه و شوشتری در «مقابس الانوار» ایشان را محدث بزرگوار، فقیه آگاه و دارنده جمیع مکارم می‌شناسانند.
- محدث نوری در خاتمه «المستدرک» او را عالم بزرگوار و فقیه آگاه معرفی کرده‌است.

## بشارة المصطفی
تا آن جا که می‌دانیم عماد الدین چهار کتاب الزهد و التقوی، شرح مسایل الذریعه سید مرتضی، الفرج فی الاوقات و المخرج بالبینات، داشته‌است که فقط کتاب بشارة المصطفی، آن هم به صورت ناقص به دست ما رسیده‌است. عماد الدین در این کتاب که از هفده جزء آن، تنها یازده جزء باقی‌مانده‌است، به بیان منزلت و درجات شیعه و کرامات و ذکر فضایل اولیای الهی علیهم السلام، پرداخته‌است. مصنف همه روایات کتاب را با اسناد کامل آن‌ها نقل کرده و در مقدمه گفته‌است که فقط از ثقات و اخیار نقل می‌کند. آقای قیومی، مصحح کتاب، در انتهای کتاب با عنوان «مستدرک» خطبه پیامبر مسلمین را که سیدبن طاووس از این کتاب نقل کرده بوده و در نسخه‌های فعلی کتاب درج نشده، آورده‌است. هر جزء از کتاب، اختصاص به یک موضوع ندارد و از موضوعات مختلف بحث می‌کند. در آن، مباحث ارزش‌مند و روایاتی در خور توجه از پیامبر در اثبات افضلیت و مقام والای شیعه نقل شده و از شعرهای خوبی به مناسبت و در زمینه‌های مختلف، از جمله در مورد دوازده امام بوده‌است.
کتاب بشارة المصطفی غیر از فواید مذهبی، به دلیل اشتمال بر اسانید تازه و به ویژه نام بردن از شماری از عالمان شیعی ایران در سده‌های پنجم و ششم، دارای اهمیت بسیاری است و از این دیدگاه هم همواره مورد عنایت بوده‌است.

## تحصیل و سفرها
عمادالدین به شهرهای ری، آمل، نیشابور، اصفهان، نجف و کوفه سفر کرده و از آن جا بهره برده بوده، که نام و اسانیدشان در این کتاب ذکر شده‌است. از سویی، این کتاب برای شناخت تشیع کوفی در سده‌های پنجم و ششم قمری، بسیار با اهمیت است؛ به ویژه اسانید زیدیان کوفه مانند روایات ابوعبداللّه العلوی، ابو البرکات زیدی و امثال آنان، از مطالب ویژه آن می‌توان به نقل زیارت اولین زائر کربلا (جابر همراه عطیه عوفی) اشاره کرد که به‌طور مسند و با تفصیل، گزارش شده‌است عماد الدین در این کتاب، گاهی به مذهب و نسب مشایخ خود توجه داده‌است. در نقل روایت، وسواس خاصی نیز نشان داده و گاهی بعد از شنیدن خبر، آن را با اثر مکتوب شیخ خود، مقابله کرده‌است.

## آثار
- الزهد و التقوی
- شرح مسایل الذریعه سید مرتضی
- الفرج فی الاوقات و المخرج بالبینات
- زبدة الآثار

## شاگردان
قطب‌الدین راوندی